# Virú (ville)
Virú est une ville de la Région de La Libertad au Pérou.
Elle est située à 48 km au sud de Trujillo.
La population était de 28 825 habitants en 2005, et de 36 029 habitants en 2007.